# Коша дел Понте (Кампобасо)
Коша дел Понте је насеље у Италији у округу Кампобасо, региону Молизе.
Према процени из 2011. у насељу је живело 20 становника. Насеље се налази на надморској висини од 490 м.